# Aglais rubrochrea
Aglais rubrochrea är en fjärilsart som beskrevs av Raynor 1909. Aglais rubrochrea ingår i släktet Aglais och familjen praktfjärilar. Inga underarter finns listade i Catalogue of Life.